# Egidije II. Moslavački
Egidije II. Moslavački (prvi spomen 1265. – 1313.) je bio hrvatski plemenitaš iz obitelji Moslavačkih.
Praunuk je Makarija I., rodonačelnika Moslavačkih, od kojih je prema nekim povjesničarima nastala obitelj Čupora Moslavačkih, unuk Tome I. Moslavačkog, bana i prvog vukovarskog župana i sin sudca Kumana Grgura II.
Bio je meštar tavernika, a 1274. ban Mačve i Bosne. 
Imao je trojicu braće: Grgura III., župana u Željeznom, Petra III., transilvanijskog biskupa i Lovru, te tri kćeri.

## Vanjske poveznice
- Projekt "Mogućnosti turističke ponude Grada Garešnice", Povijesni dio projekta izradili, uz stručno vodstvo profesorice povijesti i likovne umjetnosti Milke Prodanić, učenici trećeg razreda opće gimnazije. Koordinatorice projekta: Margareta Miloš, prof. i dipl. bibl. i Martina Terranova, profSrednja škola August Šenoa, Garešnica, 2014.